# Codage de Rice
Pour les articles homonymes, voir codage et Rice.
Le codage de Rice, codage de Golomb-Rice ou GPO2 (pour Golomb-power-of-2) est un codage entropique inventé par Robert F. Rice et James R. Plaunt en 1971 et utilisé essentiellement en compression de données.
Le code produit est un code préfixe.

## Principe
Le codage de Rice d'un entier naturel {\displaystyle N} dépend d'un paramètre {\displaystyle k} et se fait en deux étapes :
1. le codage du quotient de la division euclidienne de {\displaystyle N} par {\displaystyle 2^{k}} avec un codage unaire ;
2. le codage du reste de la même division avec un codage binaire sur {\displaystyle k} bits.

Le codage de Rice de paramètre {\displaystyle k} est strictement équivalent à un codage de Golomb de paramètre {\displaystyle 2^{k}}.
Mathématiquement, pour coder un entier {\displaystyle N,N\in \mathbb {N} ,N=q\times 2^{k}+r}, on code d'abord {\displaystyle q=\lfloor N/2^{k}\rfloor } en unaire, puis {\displaystyle r=N-2^{k}\times q} en binaire.
La division par {\displaystyle 2^{k}} peut être implémentée par un décalage de {\displaystyle k} bits vers la droite, et la seconde étape revient à répliquer les {\displaystyle k} bits de poids faible de la valeur à coder.
Ces opérations simples font que le codage de Rice est particulièrement adapté pour une implémentation rapide.

## Longueur du code
La longueur du code d'un entier {\displaystyle N} en bits est : {\displaystyle L(N,k)=\lfloor N/2^{k}\rfloor +1+k}.

## Optimalité
Le codage de Rice est adapté pour des données dans lesquelles les valeurs les plus faibles sont plus probables que les autres (mais où les autres peuvent malgré tout apparaitre).
Il est particulièrement apprécié en informatique car son implémentation est simple et rapide.

## Choix du paramètre
Le choix du paramètre {\displaystyle k} utilisé lors du codage de Rice détermine le taux de compression qu'il est possible d'obtenir.
Le paramètre optimal {\displaystyle k_{opt}} pour coder {\displaystyle V} valeurs sur un intervalle de taille {\displaystyle I} est exprimé par :
{\displaystyle k_{opt}=-\left\lceil {\dfrac {log_{2}\left(2-{\dfrac {V}{I}}\right)}{log_{2}\left(1-{\dfrac {V}{I}}\right)}}\right\rceil }

## Exemples
| Décimal | Binaire | Code de Rice k = 0 (Golomb, k = 1 ou unaire) | Code de Rice k = 1 (Golomb, k = 2) | Code de Rice k = 2 (Golomb, k = 4) | Code de Rice k = 3 (Golomb, k = 8) | Code de Rice k = 4 (Golomb, k = 16) |
| ------- | ------- | -------------------------------------------- | ---------------------------------- | ---------------------------------- | ---------------------------------- | ----------------------------------- |
| 0       | 0000    | 0                                            | 0 0                                | 0 00                               | 0 000                              | 0 0000                              |
| 1       | 0001    | 10                                           | 0 1                                | 0 01                               | 0 001                              | 0 0001                              |
| 2       | 0010    | 110                                          | 10 0                               | 0 10                               | 0 010                              | 0 0010                              |
| 3       | 0011    | 1110                                         | 10 1                               | 0 11                               | 0 011                              | 0 0011                              |
| 4       | 0100    | 11110                                        | 110 0                              | 10 00                              | 0 100                              | 0 0100                              |
| 5       | 0101    | 111110                                       | 110 1                              | 10 01                              | 0 101                              | 0 0101                              |
| 6       | 0110    | 1111110                                      | 1110 0                             | 10 10                              | 0 110                              | 0 0110                              |
| 7       | 0111    | 11111110                                     | 1110 1                             | 10 11                              | 0 111                              | 0 0111                              |
| 8       | 1000    | 111111110                                    | 11110 0                            | 110 00                             | 10 000                             | 0 1000                              |
| 9       | 1001    | 1111111110                                   | 11110 1                            | 110 01                             | 10 001                             | 0 1001                              |
| 10      | 1010    | 11111111110                                  | 111110 0                           | 110 10                             | 10 010                             | 0 1010                              |

## Utilisations
Le codage de Rice fait partie des codages entropiques les plus utilisés, lorsque les données à compresser présentent une distribution géométrique (ou approchante) et que la vitesse de l'algorithme est un critère important.
On le retrouve notamment dans de nombreux algorithmes de compression multimédia : audio (FLAC, Monkey's Audio, MPEG-4 ALS, ALAC...), vidéo, image... et dans certains algorithmes de compression d'index (pour les moteurs de recherche).